# Our Girl
Our Girl är en brittisk drama-TV-serie. Serien hade premiär på BBC One den 24 mars 2013. Serien är skapad av Tony Grounds, och medverkande skådespelare är Lacey Turner och Ben Aldridge. En andra säsong är beställt av BBC, då med Michelle Keegan i huvudrollen. Inspelningen är planerat att börja 2016.

## Säsong 1
Säsong 1, som består av 6 avsnitt, handlar om den fattiga underklasskvinnan Molly Dawes, som på sin artonårsdag bestämmer att hon ska ta värvning i den brittiska armén. Efter utbildningen skickas hon till kriget i Afghanistan.

## Säsong 2
I andra säsongen tar Michelle Keegan över rollen som den nya huvudkaraktären Georgie Lane. Andra säsongen började sändas på BBC One den 7 september 2016 och består av 5 avsnitt.

## Säsong 3
Tredje säsongen ska bestå av 12 avsnitt som släpps i tre block à 4 avsnitt. Inspelningarna ägde rum i Nepal, Sydafrika och Malaysia. Det första avsnittet sändes 10 oktober 2017.

## Rollista (i urval)
- Lacey Turner - Molly Dawes
- Ben Aldridge - Captain Charles James
- Kerry Godliman - Belinda Dawes
- Sean Gallagher - Dave Dawes
- Iwan Rheon - Dylan Smith "Smurf"
- Michelle Keegan - Georgie Lane
- Luke Pasqualino - Elvis Harte
- Royce Pierreson - Jamie Cole